# Laugerie-Basse

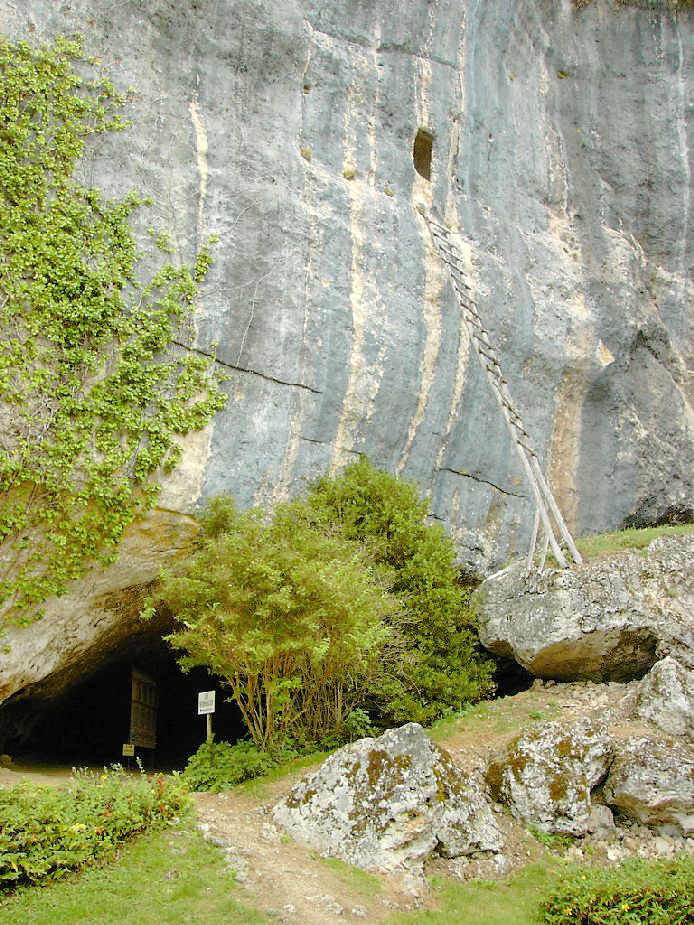
Laugerie-Basse

Laugerie-Basse – nawis skalny, znajdujący się w pobliżu Les Eyzies-de-Tayac-Sireuil we francuskim departamencie Dordogne. Stanowisko archeologiczne. Od 1940 roku posiada status monument historique, w kategorii classé (zabytek o znaczeniu krajowym).
Pierwsze prace na stanowisku zostały przeprowadzone przez É. Larteta i H. Christy’ego w 1863 roku. W trakcie wykopalisk archeologicznych odsłonięte zostały warstwy górnopaleolityczne związane z pobytem ludności kultury magdaleńskiej, zawierające liczne zabytki materialne, m.in. ostrza kamienne oraz płytki kościane pokryte rytami przedstawiającymi zwierzęta. W 1872 roku w jaskini położonej na półce skalnej odkryto szkielet i czaszki kilku osobników Homo sapiens. Miejsce było zamieszkane do czasów epoki żelaza, z najmłodszych warstw wydobyto fragmenty ceramiki.
Wśród znalezisk z Laugerie-Basse znajduje się tzw. „bezwstydna Wenus”, odkryta w 1864 roku przez markiza Paula de Vibraye magdaleńska figurka wykonana z kości słoniowej, przedstawiająca kobietę z przesadnie zarysowanym sromem. Była to pierwsza Wenus paleolityczna odkryta na terenie Francji.